# Dusausoy
 (février 2011).
Si vous disposez d'ouvrages ou d'articles de référence ou si vous connaissez des sites web de qualité traitant du thème abordé ici, merci de compléter l'article en donnant les références utiles à sa vérifiabilité et en les liant à la section « Notes et références ».
La Maison Dusausoy (1840-1970) est une entreprise de joaillerie française de tradition familiale spécialiste avant-gardiste de la période Art déco, la Maison Dusausoy s’est illustrée dès la fin du XIXe siècle par la modernité de ses créations.

## Historique
Cette section ne s'appuie pas, ou pas assez, sur des sources secondaires ou tertiaires indépendantes du sujet.

Pour l'améliorer, ajoutez-en, ou placez des modèles {{Source secondaire souhaitée}} ou {{Source secondaire nécessaire}} sur les passages mal sourcés. (novembre 2023)
Justin Dusausoy installa en 1840 son atelier et magasin de vente au 41, boulevard des Capucines dans le deuxième arrondissement de Paris, puis fut rejoint par ses deux enfants Pierre et Jean, Jean bénéficiant déjà à l’époque d’un savoir-faire reconnu dans le dessin et la création de pièces de joaillerie.
Dusausoy construisit d’abord sa notoriété autour de l’expertise et l’achat-vente de bijoux anciens, métaux précieux et antiquités, puis la vente de pierres fines (1905).
Il acquit rapidement le statut de maitre-joaillier et l’une de ses spécialités consista en la transformation de joyaux anciens en bijoux modernes et créations originales, dont les éléments se combinent de manière savante.
Ses pièces furent régulièrement présentées dans le prestigieux Officiel de la Couture et de la Mode aux côtés de créateurs comme Mauboussin, Boucheron, ou Mellerio, mais également Hermès, Carven, Nina Ricci, Piguet ou Jacques Fath.
Dusausoy participa à de nombreuses expositions internationales, du “Salon des Industries d’Art” organisé par le Musée des arts décoratifs au Louvre en 1922, où figure l’avant-garde des créateurs, jusqu’à l’Exposition internationale en 1937 à Paris.
En 1925, Dusausoy exposa des bijoux extraordinaires à l’Exposition des Arts décoratifs à Paris, aux côtés de créateurs de talent comme Fouquet, Van Cleef & Arpels, Aucoc, Chaumet et Marchak .

La designer Madeleine Chazelle participa à la collection exposée ce qui retint l’attention du président du comité de l’époque, Georges Fouquet. Cette collection comprenait le bracelet « Stalactite », pour lequel la maison Dusausoy reçu le Grand prix.
La maison est remarquée à Madrid en 1927, à Athènes et à Rotterdam en 1928, où elle présenta ses collections.
En 1929, Justin Dusausoy est membre du jury à l’Exposition française du Caire. Il y présente une parure comprenant un pendentif, un bracelet et une bague dont la composition associe lignes courbes et droites, de larges aplats de platines et des disques d’onyx.
En dépit de la crise de 1929, les années 1930 et 1931 semblent être les plus fructueuses pour la maison Dusausoy. Remarquables d’inventivité et d’ingéniosité, les modèles créés alors sont à la pointe du modernisme. 
Dusausoy propose dans un coffret quatre clips en or gris, platine, diamants et montures en argent chromé ou nickelé comprenant deux bracelets rigides, un collier et dix-sept plaques rectangulaires aux contours différents, pouvant former 28 combinaisons différentes, dont Andy Warhol s’était porté acquéreur. Figurant dans sa collection dispersée dans les années 1980 par Sotheby's, ce coffret est extrêmement rare, car il fut fabriqué en faible quantité.
Pendant la Seconde Guerre mondiale, Dusausoy se concentra sur l’évaluation et l’expertise d’antiquités et le commerce de bijoux anciens, probablement à cause de la rareté des métaux précieux nécessaires à réaliser de nouveaux bijoux.
La maison Dusausoy aura conçu entre 1922 et 1931 des pièces de joaillerie parmi les plus modernes de son époque.
Sa notoriété est alors comparable à celles de Mauboussin, Boucheron et Cartier.
La maison Dusausoy ferma ses portes vers 1970.

## Petite histoire de clips

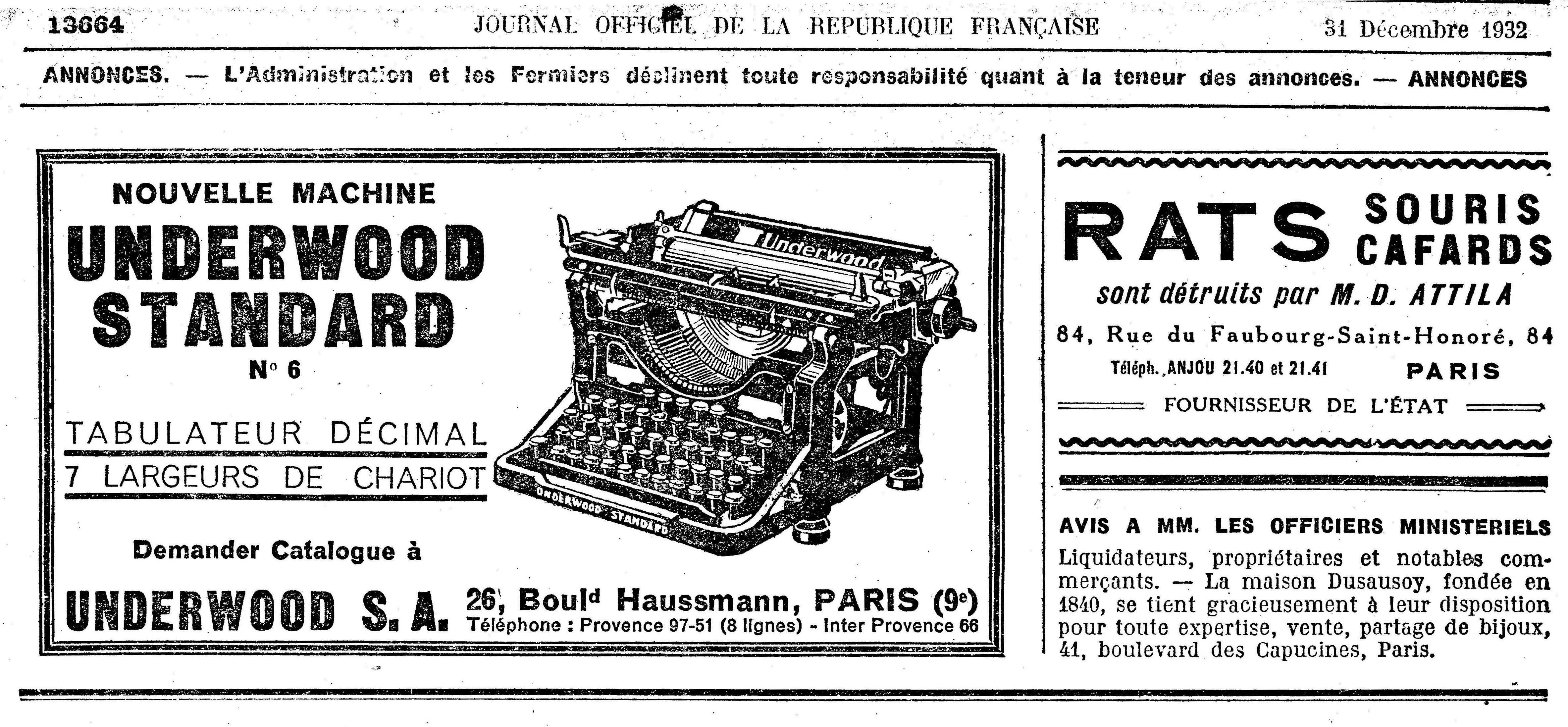
Publicité de la mausons Dusausoy à côté d'une publicité pour la machine à écrire "Underwood standard n° 6" (décembre 1932)

Durant les années 1930, un nouveau type de bijou voit le jour : le clip, mot dérivé de l'anglais désignant un système d'attache sur un vêtement grâce à un ressort. Louis Cartier en a eu l’idée en regardant une épingle à linge. L’invention du clip engendre le développement du bijou à transformation : les clips les plus courants, doubles, sont portés réunis pour former une broche ou séparément sur le revers de la veste de tailleur. 
La façon d'utiliser les clips est infinie, comme le montre le coffret de la maison Dusausoy avec ses quatre clips en or gris, platine et diamant, pouvant former 28 combinaisons, et dont Andy Warhol s’était porté acquéreur. Figurant dans sa collection dispersée dans les années 1980 par Sotheby's, le coffret avec ses montures avait été vendu séparément de ses clips. Un marchand anglais (Barnett) a fini par rassembler le tout.
Dusausoy s’est spécialisé dans les bijoux de revers et de cordage : clips, clips d’oreilles, etc.

## Expositions
Dusausoy participa à de nombreuses expositions internationales.
- « Bijoux Art Déco et Avant-garde. Jean Després et les bijoutiers modernes » au musée des arts décoratifs (19 mars - 12 juillet 2009)

Première exposition de cette ampleur consacrée au mouvement Art Déco, la Maison Dusausoy est présentée aux côtés des maisons qui ont apporté au mouvement leur touche de créativité : les maisons traditionnelles aujourd'hui disparues, comme René Boivin, Lacloche, Dusausoy, et les survivantes de la place Vendôme : Boucheron, Cartier, Mauboussin, Van Cleef & Arpels. Au total, trois cents joyaux et pièces d'orfèvrerie sont exposés. 
- L’Exposition Internationale à Paris en 1937.

- Dusausoy participe à l’“Exposition coloniale” de 1931 puis à la « World Fair » en 1939 à New York. La maison y expose des créations Art-déco d’une qualité et d’un design exceptionnel qui mettent l’accent sur des formes géométriques abstraites et sur les traits plus forts du cubisme. Malheureusement ces bijoux furent produits en très petites quantités et sont aujourd’hui quasi introuvables.

- En 1929, Justin Dusausoy est membre du jury à l’Exposition française du Caire. Il y présente une parure comprenant un pendentif, un bracelet et une bague dont la composition associe lignes courbes et droites, de larges aplats de platines et des disques d’onyx

- En 1929, au musée Galliera l’exposition “les arts de la bijouterie, joaillerie et orfèvrerie” du musée Galliera, voulue par la profession et dont le président est Georges Fouquet, ne montre parmi les modernes que des œuvres de Fouquet, regroupées dans une vitrine, et de la maison Dusausoy. Dusausoy y présenta une broche figurant un rouage de mécanique et surtout une bague exceptionnelle : une sphère endiamantée reposant sur des gradins circulaires et accotée de deux motifs en escalier qui prolongent l’anneau.

À cette même occasion, la maison Dusausoy participe aux côtés d’Henri Vever et Henry d’Allemagne à l’élaboration d’une rétrospective intitulée « La parure de la femme il y a cent ans ».   
- En 1925, Dusausoy exposa des bijoux extraordinaires à l’« exposition des arts décoratifs » à Paris, aux côtés de créateurs de talents comme Fouquet, Van Cleef & Arpels, Aucoc, Chaumet et Marchak. La designer Madeleine Chazelle participa à la collection exposée ce qui retint l’attention du Président du comité de l’époque, George Fouquet qui considéra la participation de la maison Dusausoy comme « l’une des plus intéressantes de la section française. Les recherches dans un sens tout à fait moderne témoignent d’un sentiment et d’un goût très personnels. M. Dusausoy a su mettre en valeur de très belles pierres tout en les entourant de combinaisons de lignes qui les allègent. Des broches formées de lignes parallèles, ingénieusement disposées, de brillants mélangés de malachite ou d’onyx portant à leur centre un saphir ou un brillant complètent cet ensemble en tout point remarquable. »[4]

Cette collection comprenait le bracelet « Stalactite », pour lequel la maison Dusausoy reçut un Grand Prix.
- Salons des Industries d’Art (1922) au musée des arts décoratifs du Louvre.

## Contexte social et culturel
La maison Dusausoy appartient au mouvement Art Déco qui prit son envol prit au rythme du jazz et de l'émancipation de la femme dans l'effervescence des Années Folles.
Les grandes maisons de l’époque privilégient la joaillerie, plutôt que la bijouterie (domaine de prédilection de l'Art nouveau) et explorent essentiellement le thème de la modernité à travers le graphisme des bijoux et les matières employées.  
En substituant l'argent au platine, les bijoutiers se veulent plus accessibles. Ils introduisent les pierres fines moins coûteuses - améthyste, topaze, citrine - qu'ils emploient en volume afin que les parures soient admirées à distance. Des matières jusque-là inusitées interviennent : le métal nickelé ou chromé, puis l'acier inoxydable, le palladium, l'aluminium, la laque. Bracelets et bagues sont sculptés dans le cristal de roche et autres pierres dures. 
Après le naturalisme de l'Art Nouveau, l'Art Déco s'intéresse aux formes géométriques, architecturées et épurées, aux couleurs tranchées, d'où ses rapports étroits avec le courant cubiste dont la nouvelle esthétique repose sur des principes scientifiques de raison et de calcul. Compositions rigoureuses, précision du trait, goût pour la lumière, inter-pénétration des surfaces sur un même plan... Les arts décoratifs, et la joaillerie en particulier, deviennent acteur à part entière de cette recherche artistique, se plaçant ainsi à l'avant-garde. L'objet de parure est traité comme une sculpture, une œuvre d’art.
Fait nouveau, c'est la vie contemporaine qui anime ces bijoutiers, non le passé. Ils sont stimulés par les progrès de la science. Ils glorifient la mécanique ; des boulons, vis sans fin, vilebrequins deviennent des bijoux. Ils exaltent la vitesse. La ville, sa vitalité, suggère une nouvelle esthétique. Les exploits aéronautiques, les courses automobiles, les compétitions sportives, le jazz, sont autant de sources qui dictent la ligne des joyaux, mais aussi le décor des étuis à cigarettes ou nécessaires de beauté, accessoire indispensable en ces Années folles, à la femme nouvellement émancipée.  

## Collaborations
- Éric Bagge (dessinateur)
- Madeleine Chazel (designer)

## Enchères récentes
Les pièces de joaillerie de la Maison Dusausoy sont régulièrement présentes dans les ventes aux enchères les plus prestigieuses, aux côtés des maisons Boivin, Van Cleef & Arpels, Suzanne Belperron, Cartier ou Jean Després.
- Tajan, le 9 décembre 2007, Hôtel Le Bristol

Bague en platine sertie d’un diamant pesant 10,44 Cts de couleur I, VS2 épaulé de deux diamants baguettes

Estimation 100 000 €/120 000 € - Vendue 144 000 €, 26 mars 2008, Paris
- Drouot

Broche à double clip, platine, or et diamants, vers 1930, l. 6,3 cm, poids 33 g.

Vendue 8 263 € (frais compris).

## Anecdotes
- Les bijoux qui apparaissent dans le film Du rififi chez les hommes (Jules Dassin, 1955) sont des créations de la maison Dusausoy.

- En 1948, Janine Lacroix apparaît sur l’un des visuels publicitaires de la Maison Dusausoy, portant une rivière de diamants.